# Alberto Zozaya
Alberto Zozaya (Urdinarrain, 13 april 1908 – La Plata, 17 februari 1981) was een Argentijns voetballer en trainer.
Zozaya begon zijn carrière bij Estudiantes. Hij maakte deel uit van de befaamde aanvalslinie Los Profesores samen met Miguel Ángel Lauri, Alejandro Scopelli, Manuel Ferreira en Enrique Guaita. In 1931 werd hij topschutter van de Argentijnse competitie met 33 treffers, twee meer dan zijn ploegmaat Scopelli. 
Hij speelde ook voor het nationale elftal en in 1937 scoorde hij vijf keer op het Zuid-Amerikaans kampioenschap dat de Argentijnen wisten te winnen. 